# Doi Phi Pan Nam
Doi Phi Pan Nam är ett berg i Laos. Det ligger i den västra delen av landet, 190 km nordväst om huvudstaden Vientiane. Toppen på Doi Phi Pan Nam är 1 745 meter över havet.
Terrängen runt Doi Phi Pan Nam är kuperad åt sydost, men åt nordväst är den bergig. Runt Doi Phi Pan Nam är det ganska glesbefolkat, med 21 invånare per kvadratkilometer. Det finns inga samhällen i närheten. I omgivningarna runt Doi Phi Pan Nam växer i huvudsak städsegrön lövskog.